# Petrus Bertholet
Pierre Bertholet, ook bekend onder zijn kloosternaam Dionysius a Nativitate Domini (Honfleur, 12 december 1600 - Atjeh, november 1638) was een Frans-Portugese zeevaarder en ongeschoeide karmeliet. Hij wordt door de Rooms-Katholieke Kerk vereerd als martelaar.
Bertholet voer in dienst van de Franse en Portugese koningen. Hij deed vooral dienst in de navigatie en tekende enige zeekaarten, die tegenwoordig in het British Museum in Londen worden bewaard. In 1635 trad hij in Goa tijdens een van zijn reizen toe tot de orde der karmelieten. Toen hij in 1638 als lid van een Portugese afvaardiging de nieuwe sultan van Atjeh bezocht, werd hij samen met zijn confrater Redemptus a Cruce gevangengenomen en vermoord.
Bertholet werd met Redemptus op 10 juni 1900 door paus Leo XIII zaliggesproken. De gedachtenis van Bertholet (en Redemptus) valt op 29 november.